# ایگور روداکوف
ایگور روداکوف (روسی: Игорь Александрович Рудаков؛ ۸ اکتبر ۱۹۳۴ – ) اهل اتحاد جماهیر شوروی سوسیالیستی بود.
وی در مسابقات کشوری و بین‌المللی در مجموع برندهٔ ۱ مدال طلا، ۶ مدال نقره، ۴ مدال برنز شده‌است.